# Devon Energy

Devon Energy é a maior empresa independente do setor de petróleo e gás natural dos EUA. Com sede em Oklahoma City, a Devon adquiriu as seguintes empresas a fim de atingir a sua atual posição de mercado: Hondo Oil&Gas, Northstar Energy Corporation, PenzzEnergy Corporation, Santa Fe Snyder Corporation, Anderson Exploration Ltd, Mitchell Energy & Development e Ocean Energy Inc.